# Darling Légitimus
Darling Légitimus (født Mathilda Marie Berthilde Paruta 21. november 1907 på Martinique, død 7. december 1999) var en fransk sanger og skuespiller. 
Da hun var kun 16 år gammel optrådte hun i La Revue Nègre (1925) sammen med Josephine Baker, hvorefter hun fortsatte sin karriere som sangerinde og komiker. I 1930'erne skrev og komponerede hun en række caribiske sange. Hun medvirkede i flere film med berømte skuespillere som fx Simone Signoret, Yves Montant, Sacha Guitry, Henri-Georges Clouzot, Brigitte Bardot og Marlon Brando. Hun fik ofte små roller i forskellige franske film, men sin første hovedrolle fik hun først i 1983 i filmen Rue case-nègre. I sin ungdom var hun tillige model for Picasso og skulptøren Paul Belmondo.
Efter Josephine Baker var Darling Légitimus den første franske, sorte skuespillerinde, der blev berømt. Hendes barnebarn Pascal Legitimus har haft en lang karriere som skuespiller og komiker.

## Filmografi
- Les perles de la couronne af Sacha Guitry (1937)
- Casimir med Fernandel (1950)
- Frygtens pris af Henri-Georges Clouzot (1953)
- Napoléon af Sacha Guitry (1955)
- Gervaise (1956)
- Ensemble, c'est tout (Les sorcières de Salem) med Simone Signoret (1957)
- La poupée med Brigitte Bardot (1962)
- La vie des autres (1971)
- Den sidste tango i Paris med Marlon Brando (1972)
- Rue Cases-nègres (1983)